# Bildstock (Kleinwenkheim; Nähe Fridritter Straße)

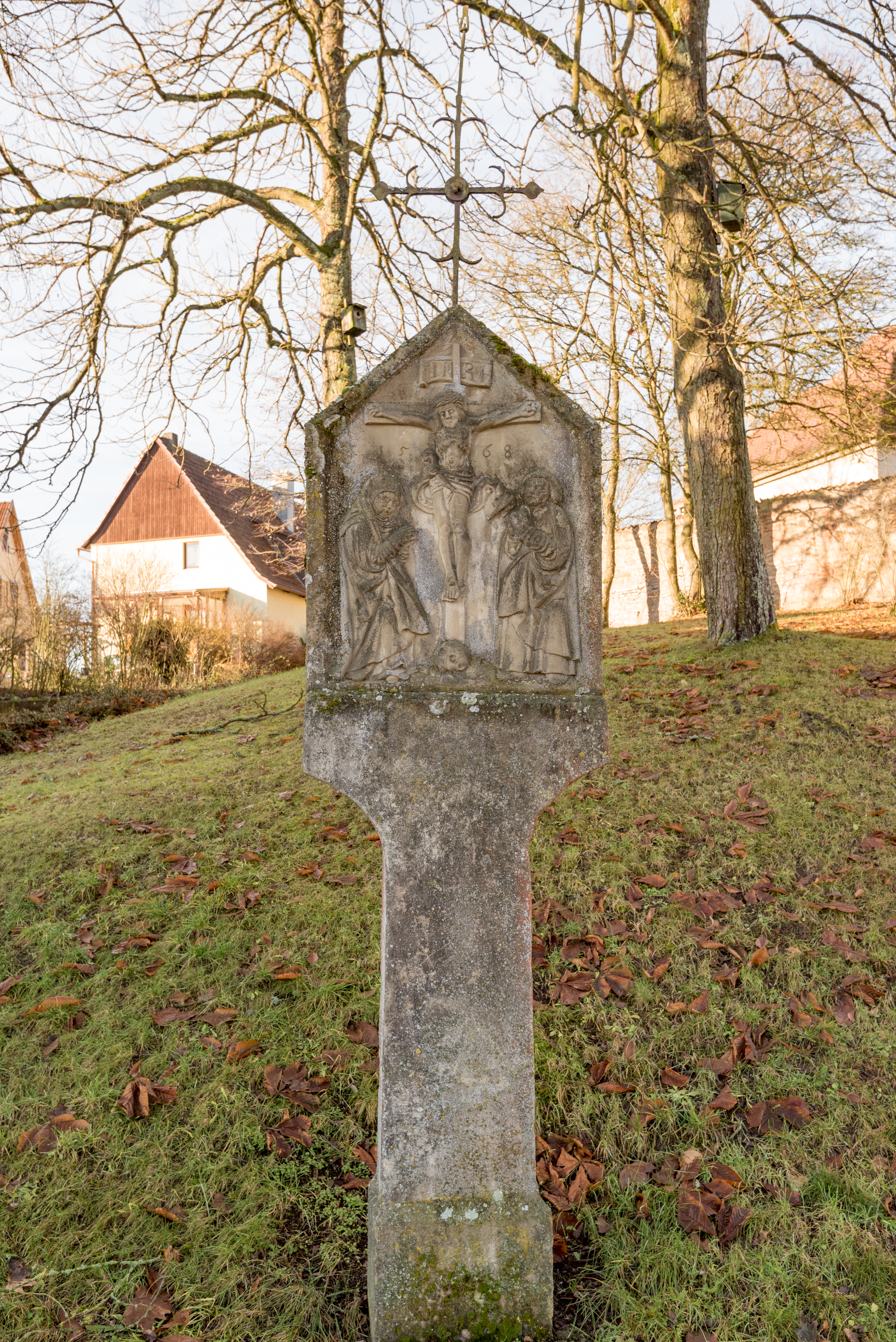
Bildstock in Kleinwenkheim, Nähe Fridritter Straße

Der Bildstock Nähe Fridritter Straße befindet sich in Kleinwenkheim, einem Gemeindeteil der Stadt Münnerstadt im unterfränkischen Landkreis Bad Kissingen, Nähe Fridritter Straße in der Ortsmitte bei der St. Nikolaus-Kirche und dem alten Rathaus. Es gehört zu den Münnerstädter Baudenkmälern und ist unter der Nummer D-6-72-135-167 in der Bayerischen Denkmalliste registriert.

## Beschreibung
Der 256 cm hohe Bildstock besteht aus Sandstein und entstand im Jahr 1568.
Der Bildstock trägt einen 100 cm hohen und 12 cm Aufsatz. Auf der einen Seite des Aufsatzes ist ein Relief der Kreuzigung Christi mit den Assistenzfiguren der Maria und dem Apostel Johannes zu sehen und auf der anderen Seite das Jüngste Gericht mit Christus als Weltenrichter, zwei Engeln, die die Posaune zum Jüngsten Gericht blasen, und Toten, die aus den Gräbern aufsteigen. Die Szene wird flankiert von zwei Stifterfiguren. Der Bildstock wird von einem schmiedeeisernen Kreuz bekrönt.
Die Darstellung erinnert an gotische Tafelbilder. Die künstlerische Qualität des Bildstocks ist vergleichbar mit Grabtafeln aus dieser Zeit.